# Nerunjipettai
Nerunjipettai (o Nerinjippettai, Nerinjipettai) è una suddivisione dell'India, classificata come town panchayat, di 6.372 abitanti, situata nel distretto di Erode, nello stato federato del Tamil Nadu. In base al numero di abitanti la città rientra nella classe V (da 5.000 a 9.999 persone).

## Geografia fisica
La città è situata a 11° 41' 60 N e 77° 46' 0 E e ha un'altitudine di 319 m s.l.m..

## Società

### Evoluzione demografica
Al censimento del 2001 la popolazione di Nerunjipettai assommava a 6.372 persone, delle quali 3.282 maschi e 3.090 femmine. I bambini di età inferiore o uguale ai sei anni assommavano a 689, dei quali 346 maschi e 343 femmine. Infine, coloro che erano in grado di saper almeno leggere e scrivere erano 3.346, dei quali 2.020 maschi e 1.326 femmine.